# Convoi no 22A du 20 septembre 1943
Le convoi n° 22A du 20 septembre 1943 est le vingt-deuxième convoi de déportation à quitter, au cours de la Seconde Guerre mondiale, le territoire belge en direction d'Auschwitz-Birkenau,.
Le convoi XXII A comportait 631 déportés : 330 hommes, 301 femmes, dont 75 enfants de moins de seize ans.